# Publius Postumius Tubertus
Publius Postumius Tubertus a Római Köztársaság patríciusa. Kétszer viselt consuli hivatalt, i. e. 505-ben és i. e. 503-ban. 

## Élete
Apja Quintus Postumius volt.
A köztársaság ötödik évében, e. e. 505-ben consullá választották Marcus Valerius Volusus mellé. Ebben az évben kitört a háború a szabinokkal. Ennek részletei nem ismertek, Titus Livius csak annyit ír róla, hogy szerencsésen alakult és mindkét consul diadalmenetben vonult be Rómába.
Másodszor i. e. 503-ban volt consul Agrippa Menenius Lanatus mellett. Két latin colonia, Pometia és Cora az auruncusokhoz pártolt és ezért kitört a háború. Mindkét consul részt vett a Pometiánál zajló véres ütközetben, ahol a hadifoglyokat és a háromszáz túszt is legyilkolták. A győzelem után újabb diadalmenetben részesült. Halikarnosszoszi Dionüsziosz szerint a szabinokkal is összecsaptak, eleinte kevés sikerrel, de végül diadalmaskodtak és Postumius ovatióban részesült. Ez volt az első alkalom hogy a köztársaság egy magisztrátusát így tüntették ki. Ezenkívül consultársával együtt népszámlálást (censust) is tartottak.
I. e. 493-ban P. Postumius és Menenius azon tíz követ között volt, akiket a szenátus a plebs első kivonulásakor a néphez küldött a Mons Sacerre. A Menenius vezette küldöttség sikeresen meggyőzte őket, hogy térjenek vissza; a patríciusok elengedték a plebejusok adósságainak egy részét és létrehoztál a néptribunusok intézményét, amely megvétózhatta a szenátus határozatait.
Az államnak tett szolgálataiért cserébe neki és leszármazottainak megengedték, hogy a városfalon belül temetkezzenek.

## Fordítás
- Ez a szócikk részben vagy egészben  a   Marcus Valerius Volusus című angol Wikipédia-szócikk ezen változatának fordításán alapul.  Az eredeti cikk szerkesztőit annak laptörténete sorolja fel. Ez a jelzés csupán a megfogalmazás eredetét és a szerzői jogokat jelzi, nem szolgál a cikkben szereplő információk forrásmegjelöléseként.

| Elődei: Sp. Larcius és T. Herminius Aquilinus | Consul i. e. 505 collega: M. Valerius Volusus | Utódai: P. Valerius Publicola IV és T. Lucretius Tricipitinus II |

| Elődei: P. Valerius Publicola IV és T. Lucretius Tricipitinus II | Consul i. e. 503 collega: Agrippa Menenius Lanatus | Utódai: P. Valerius Publicola IV és Opiter Verginius Tricostus |